# Дамаскус (Меріленд)
Дамаскус (англ. Damascus) — переписна місцевість (CDP) в США, в окрузі Монтгомері штату Меріленд. Населення — 17 224 особи (2020).

## Географія
Дамаскус розташований за координатами 39°16′15″ пн. ш. 77°11′48″ зх. д. / 39.27083° пн. ш. 77.19667° зх. д. (39.270971, -77.196748).  За даними Бюро перепису населення США в 2010 році переписна місцевість мала площу 29,98 км², з яких 29,94 км² — суходіл та 0,05 км² — водойми.

## Демографія
Згідно з переписом 2010 року, у переписній місцевості мешкало 15 257 осіб у 5010 домогосподарствах у складі 4131 родини. Густота населення становила 509 осіб/км².  Було 5172 помешкання (172/км²).
Расовий склад населення:
| - 78,6 % — білих - 8,0 % — чорних або афроамериканців - 5,6 % — азіатів - 0,4 % — корінних американців - 0,1 % — вихідців з тихоокеанських островів - 4,0 % — осіб інших рас |

До двох чи більше рас належало 3,3 %. Частка іспаномовних становила 11,6 % від усіх жителів.
За віковим діапазоном населення розподілялося таким чином: 28,8 % — особи молодші 18 років, 64,8 % — особи у віці 18—64 років, 6,4 % — особи у віці 65 років та старші. Медіана віку мешканця становила 37,2 року. На 100 осіб жіночої статі у переписній місцевості припадало 96,0 чоловіків;  на 100 жінок у віці від 18 років та старших — 92,8 чоловіків також старших 18 років.
Середній дохід на одне домашнє господарство  становив 130 026 доларів США (медіана — 115 689), а середній дохід на одну сім'ю — 137 402 долари (медіана — 124 556). Медіана доходів становила 79 714 долари для чоловіків та 63 839 доларів для жінок. За межею бідності перебувало 5,3 % осіб, у тому числі 7,2 % дітей у віці до 18 років та 5,6 % осіб у віці 65 років та старших.
Цивільне працевлаштоване населення становило 8315 осіб. Основні галузі зайнятості: освіта, охорона здоров'я та соціальна допомога — 20,3 %, науковці, спеціалісти, менеджери — 18,4 %, публічна адміністрація — 11,5 %, роздрібна торгівля — 9,1 %.